# ゲーム離れ
ゲーム離れ（ゲームばなれ）とは、ゲーム人口の縮小や売り上げ減少を指す用語である。
主に1990年代後半から2000年代前半にかけての日本の家庭用ゲーム業界において取り上げられた。家庭用ゲームソフトの売上高が1997年をピークに減少し、2000年代に入るとより顕著なものとなり始めた。これが業界としての課題となり生まれた言葉である。当時、ゲーム離れは世界市場で見ると日本で局地的に起きていた現象であり、同時期欧米市場は大規模な成長を見せている（CESAゲーム白書）。2000年代後半には対応策として、任天堂がゲーム人口の拡大を命題としニンテンドーDSやWiiといった、幅広い層に受け入れられることを目指したゲーム機の開発を行うようになった（後述）。
2010年代以降、オンラインゲーム・スマートフォンゲームなど新たなプラットフォームでのゲーム市場が急拡大したため、日本のゲーム市場規模全体で見ると、成長が続いている。2020年のファミ通ゲーム白書によると、2009年から2019年まで10年連続で成長し、過去最高を更新している。ゲームストリーマーやe-Sportsなど新たなゲームの楽しみ方も生まれており、近年ではゲーム離れが言及されることは少なくなっている。

## 原因
原因に関してはいくつかの指摘がなされている。以下は代表的な指摘要素である。

### 複雑化
多く言われるのがゲームの複雑化である。実際にもこの「複雑化に伴う顧客減少」は、アーケードゲーム市場において80年代のシューティングゲームや90年代の対戦型格闘ゲームで既に見られた現象であった。任天堂もニンテンドーDSやWiiおよびその戦略に関するスピーチでこれらを例に採り上げたことがある。
内容の壮大さやストーリー性を重視している、やり込み要素が強いなど、ボリュームが多く、プレイに多くの時間がかかる作品。これらは見方を変えると「簡素に遊ぶことができない」作品となる（重たいゲーム）。
複雑化はシステムやストーリー要素以外にも、嗜好面におけるゲームデザインも該当する。これはある特定のアニメや漫画を題材とした、特定作品のファンにのみをターゲットとしたなど、いわゆる「オタク向け」の作品がある。
これら「顧客を絞った」ゲームの増加による「ライト・カジュアルユーザー向け」もしくは「新規ユーザーの窓口」となる内容のゲーム作品が減少、およびそれに伴うコンシューマゲームへの「マニア・オタク向け」というイメージ形成によって、顧客離れや新規顧客の減少を招いたといわれている。
複雑化が加速した要因はいくつか存在するが、その1つとしてはゲームの高性能化によって開発コストの上昇などからメーカーがゲーム数を絞って製作し、その結果として確実な購入ターゲットが存在する（=利益が見込める）マニアを対象とした作品を重視していったことが上げられる。これら一人当たりで大きな消費活動を行うユーザーをターゲットとした商売は一元的に見れば利益の増加につながるものの、ゲームに限らずどのサブカルチャーにおいてもヘビーユーザーになるほど消費者人口全体からの割合は減少していく。その為に複雑化についていくことが出来なかった大多数の顧客が離れていってしまい、最終的にはユーザーの総数そのものが減少してしまうのである。
ダウンロード・インストール・アップデートなどでの長時間の拘束の問題も指摘されている。

### マンネリ化
いわゆるゲーム内容のマンネリ化については各社がゲームハード高性能化を推し進めいていた1990年代後半（据置型ゲーム機第5世代）までよく見られた、高性能さを生かした表現を目玉としたゲーム作品が一定の成熟に達してしまってユーザーを引き付けるインパクトが弱まり、日本のユーザーに飽きられてしまった。
「ゲームの複雑化」でも述べたように、高性能化に伴い開発コストの過多が生じ始め、ソフトメーカーがタイトル数を絞って開発販売するようになり、マニア向け以外にも従来作の続編が増え、その分革新的で冒険的な作品が少なくなり、シリーズのファン以外の消費者に飽きを起こさせた。
ゲームを「遊び」や「お話し」と捉えた場合、遊びの種類やお話を作り上げる才能はコンピュータ・ハードの進化とは全く別の時間軸で形成されるものであり、革新的なハードの登場にみあうコンテンツが用意できない場合、ハードの世代交代の時点で顧客を大量に喪失する可能性がある（乗り換え問題）。
2000年代にはゲームハードの性能が著しく上昇したことでバーチャルリアリティが高度化し現実との差異が縮まったが、そのことで逆に「ゲームらしさ」が減少し、かえって主な顧客であった青少年層の支持を失ったとの指摘もある。ある研究では、子供たちがコンピュータゲームに望むのはリアリティやスリルではなく、それを介して「向こうの人物とコミュニケーションできること」であり、ゲームがリアリティに近寄るほど「怖い」「すごい」といった個人的な体験しか語れず、これは現実場面の体験の特徴であり、他人との話題の共有性が極端に低くなるとの指摘がある。
顧客層の観点からは、日本におけるコンピュータゲーム全盛期である1980年代〜1990年代前半の主な顧客が経年によって社会人となり、仕事で時間が無くなった上に、休日はリアルな体験に重きをおいた大人の趣味に時間を費やすようになってゲームをやらなくなった（ニンテンドーDSやWiiの顧客における「回帰ユーザー」の層にあたる）、少子化で絶対的な人口が減った、バブル崩壊で可処分所得が減ったなどがある。

### 社会的な風潮
社会的な風潮の影響については2000年代にゲーム脳などゲームが人々に与える悪影響についての書籍や説がブームとなり、猟奇的犯罪や問題児とゲームの関連性、学力低下論、ゲーム依存症がメディアに取り上げられ、オタクバッシングなどとも重なり、ライトユーザーやゲームをしない人へ対するゲームのイメージが悪化していった。
インターネットコンテンツの普及や消費者ニーズの多様化、可処分時間・所得なども無関係ではないとされている。

### 高額化
2024年にはPlayStation 5の価格が日本価格で約8～12万円となったが、この件に関しては｢高額すぎる｣という反応が見られる。 ゲーム専用機に12万円となると所謂ゲーミングPCも購入検討に入ってくる状況となるため、両者の比較を試みる動きもある。

## 対策・対応
任天堂のニンテンドーDSやWiiは、ゲーム人口を拡大すべく、幅広い層に受け入れられるように開発されたものである。日本の家庭用ゲーム市場は、80年代から2000年代中頃までは小学生〜20代程度までの若年層を主な顧客対象としてきた。2000年代後半に任天堂がとったのは、従来のユーザー層に加えて、ゲームとは疎遠とされている女性層や中高年・高齢者層をユーザーとして引き込むことである。
アーケードゲームにおいても、2000年代に現れ始めたトレーディングカードアーケードゲームによって、それまではアーケードゲームの顧客としてあまり重要視されていなかった低年齢層のユーザーが増大し市場の活性化が見られるなど、ユーザー層の拡大が重要な要素として認知されつつある。また、コミュニケーションゲーム（ソーシャルゲーム）といった新規市場も急拡大しており、これらと並行・連携した戦略も採られ始めている。
複雑化が指摘されていた操作体系は、タッチスクリーンなどゲームに馴染みが無くとも直感的な操作が可能な新規の体系を導入することにより、誰でもシンプルに遊ぶことができるように作られている。また、これは「新たな操作体系にして再スタートすることで、ライトとヘビーの両ユーザー間におけるスキルの差をリセットし、距離をおくことが多い両者が同じ位置に立てるようにする」という意味合いもある。さらに、それまでゲームにあまり縁がなかったユーザーに対してゲームに親しんでもらうべく、電子辞書などそれまでのゲームには無かったラインナップを送る『Touch! Generations』というシリーズを発売し、サードパーティー各社も同系統のゲームを出すようになった。その結果、ニンテンドーDSやWiiは顧客年齢層の大きな拡大、およびそれにともなうユーザーの増大に成功し、大きな売上を見せ、競合相手も直感的な操作が可能なシステムの導入に取り掛かった（Xbox 360のKinectや、PlayStation 3のPlayStation Move）。
Wiiは新規のユーザー獲得には成功しているもののコアユーザーの中心とされる10代後半から20代前半のユーザーが少なく、これらの取り込みや新規層との融和が今後の課題とされている。なお、ニンテンドーDSも初期は同様の状態であったが、売上の拡大とともにそれらのユーザーが増大、サードパーティー製ゲームのヒット作も登場し、改善が見られている。ニンテンドー3DSでは発表当初から対策が見られ、ニンテンドーDSと同様に新規ユーザーや初心者向けのゲームや仕様を用意しつつも、コアユーザー向けのゲームをかかえるサードパーティーおよびそのゲームタイトルも事前に多数用意し、より「初心者と上級者の融合」を強調していた。